# إيرني رايت (لاعب كرة قدم أمريكية)
إيرني رايت (بالإنجليزية: Ernie Wright)‏ هو لاعب كرة قدم أمريكية أمريكي، ولد في 6 نوفمبر 1939 في توليدو في الولايات المتحدة، وتوفي في 20 مارس 2007 في سان دييغو في الولايات المتحدة بسبب سرطان.

## وصلات خارجية
- إيرني رايت على موقع مرجع كرة القدم المحترفة.كوم (الإنجليزية)